# Kurza (Pologne)
Pour les articles homonymes, voir Kurza.
Kurza est une localité polonaise de la gmina de Blizanów, située dans le powiat de Kalisz en voïvodie de Grande-Pologne.